# Estación de Castrejón de la Peña
Castrejón de la Peña es un apeadero ferroviario con parada facultativa situada en el municipio español homónimo en la provincia de Palencia, comunidad autónoma de Castilla y León. Forma parte de la red de ancho métrico de Adif, operada por Renfe Operadora a través de su división comercial Renfe Cercanías AM. Cuenta con servicios regionales de la línea R-4f, que une Léon con Bilbao.

## Situación ferroviaria
La estación se encuentra situada en el punto kilométrico 120,2 de la línea férrea de ancho métrico de La Robla y León a Bilbao, conocido como Ferrocarril de La Robla, entre las estaciones de Villaverde-Tarilonte y Vado-Cervera, a 1128,4 metros de altitud. El kilometraje es el histórico, tomando la estación de La Robla como punto de partida. El tramo es de vía única y no está electrificado. Según Adif, la denominación oficial de la línea a la que pertenece la estación es la 08-790: Asunción Universidad-Aranguren.

## Historia
Situada en la cuenca minera de la Montaña Palentina, en la zona se explotó principalmente la extracción de hulla y antracita, concretamente en la cuenca de antracita que se extiende desde León hasta Cervera de Pisuerga. Esto supuso un importante desarrollo económico y demográfico para la zona desde el siglo XIX que se vio impulsado sobre todo por el ferrocarril de La Robla.

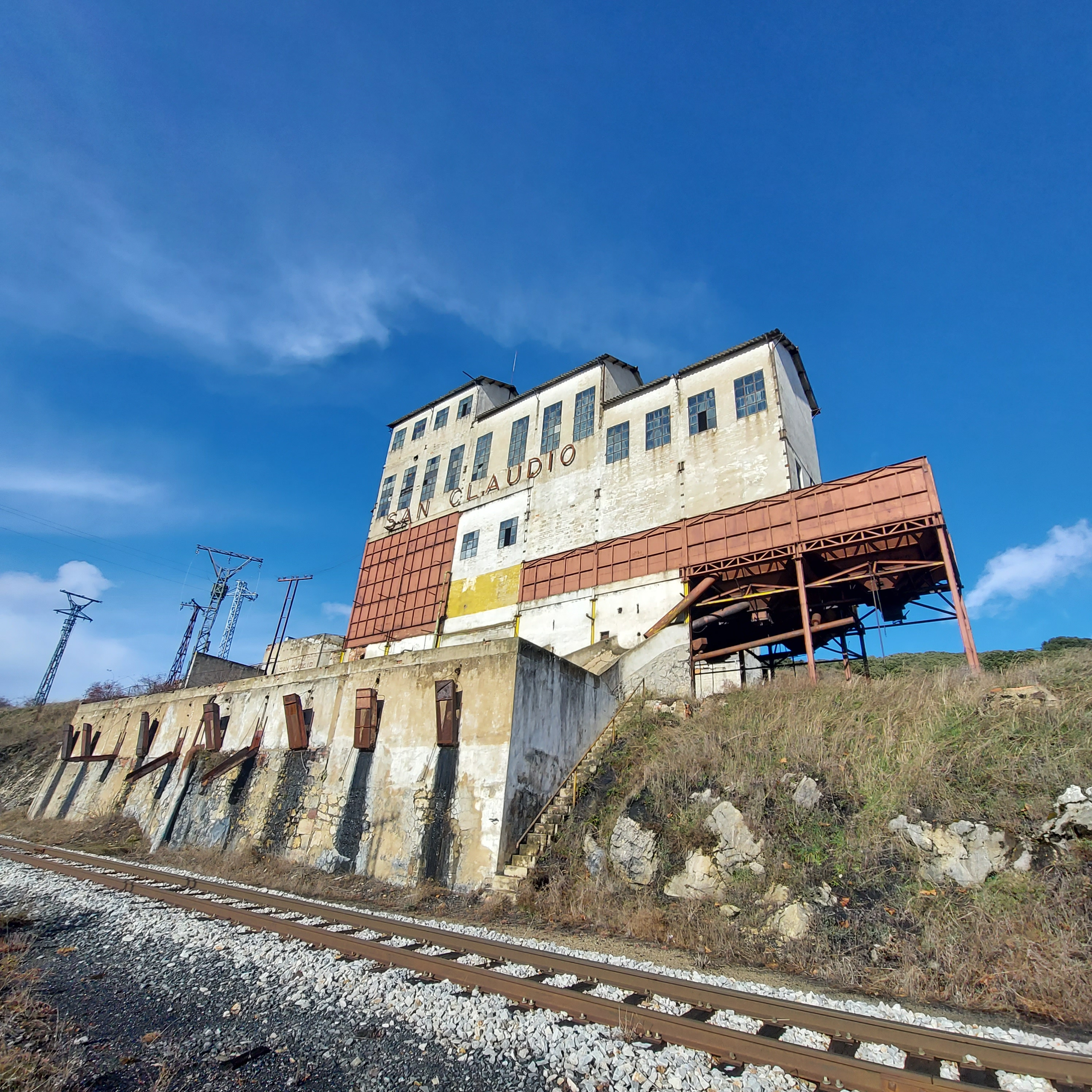
Lavadero de carbón de San Claudio y que se encuentra junto a la estación, formando parte del patrimonio industrial palentino (2020).

 Tras la ceremonia de inauguración de la línea el 11 de agosto de 1894, la estación fue abierta al tráfico el 14 de septiembre de 1894 con la puesta en marcha del tramo Cistierna-Sotoscueva no quedando La Robla y Bilbao finalmente unidas sin transbordo en Valmaseda hasta el 15 de diciembre de 1902. Forma parte de las estaciones originales de la línea.
Las obras y la explotación inicial de la concesión corrieron a cargo de la Sociedad del Ferrocarril Hullero de La Robla a Valmaseda, S.A.,  que a partir de 1905 pasó a denominarse Ferrocarriles de La Robla, S.A.
Iniciada en 1900, la actividad minera de Castrejón vivió su esplendor en torno a 1950. En los años 30, las minas pasaron a formar parte de Hulleras de San Cebrián y en 1947 a Antracitas San Claudio, nombre que todavía vemos en las ruinas del lavadero de carbón situado junto a las vías del tren.
Contó con dos pozos de extracción: Pedrito (1950) y Pedrito II (1956). En 1972, FEVE obtuvo la explotación de la línea debido a la decadencia que padecía la misma, provocada por la falta de rentabilidad que sufrió la industria del carbón. La situación no mejoró y finalmente bajo el mandato de la empresa pública la explotación empeoró y la línea se cerró en 1991. En cuanto a la explotación minera, una inundación mortal en la mina, determinó su cierre en 1996, si bien continuaron en uso las minas a cielo abierto, ya en manos de Unión Minera del Norte S.A. (UMINSA).
Estos cierres no tuvo buena acogida por los vecinos de las zonas afectadas que pidieron la reapertura del ferrocarril. A partir de 1993, la línea comenzó a prestar servicio por tramos y el 19 de mayo de 2003, merced a un acuerdo con la Junta de Castilla y León, se reanudó el tráfico de viajeros entre León y Bilbao. El 1 de enero de 2013, se disolvió la empresa FEVE en un intento del gobierno por unificar vía ancha y estrecha, encomendándose la titularidad de las instalaciones ferroviarias a Adif y la explotación de los servicios ferroviarios a Renfe Operadora, distinguiéndose la división comercial de Renfe Cercanías AM para los servicios de pasajeros y de Renfe Mercancías para los servicios de mercancías. Se han contemplado distintos futuros posibles para esta cuenca minera, concretamente su reapertura y su restauración y reconversión en complejo turístico, sin éxito aún.

## La estación
Se sitúa en un desvío de la carretera autonómica CL-626, tras atravesar el casco urbano de la población. Un refugio de obra para de viajeros se encuentra a la izquierda de la vía en kilometraje ascendente, frente al cual circula la única vía principal, tras haber sido la estación rebajada a la categoría de apeadero. Por el costado de León se encuentra el lavadero de carbón, reminiscencia de su pasado minero y por el de Bilbao se encuentra un paso a nivel con barreras.

## Servicios ferroviarios

### Regionales
Los trenes regionales que realizan el recorrido León - Bilbao (línea R-4f) tienen parada en la estación. Su frecuencia es de 1 tren diario por sentido. En las estaciones en cursiva, la parada es discrecional, es decir, el tren se detiene si hay viajeros a bordo que quieran bajar o viajeros en la parada que manifiesten de forma inequívoca que quieren subir. Este sistema permite agilizar los tiempos de trayecto reduciendo paradas innecesarias.
Las conexiones ferroviarias entre Castrejón de la Peña y el resto de estaciones de la línea, para los trayectos regionales, se efectúan exclusivamente con composiciones de la serie 2700
| Línea | Origen/Destino   | Paradas intermedias | Destino/Origen |
| ----- | ---------------- | --- | -------------- |
|       | Bilbao Concordia | Amézola · Basurto Hospital · Zorroza-Zorrozgoiti · Iráuregui · Zaramillo · Sodupe · Aranguren · Aranguren-Apeadero · Zalla · Valmaseda · Arla-Berrón · Ungo-Nava · Mercadillo-Villasana · Cadagua · Bercedo-Montija · Quintana · Espinosa de los Monteros · Redondo · Sotoscueva · Pedrosa · Dosante Cidad · Robredo Ahedo · Soncillo · Cabañas de Virtus · Arija · Llano · Las Rozas de Valdearroyo · Montes Claros · Los Carabeos · Mataporquera · Cillamayor · Salinas de Pisuerga · Vado-Cervera · Castrejón de la Peña · Villaverde-Tarilonte · Santibáñez de la Peña · Guardo-Apeadero · Guardo · La Espina · Valcuende · Puente Almuhey · Cerezal de la Guzpeña · Prado de la Guzpeña · La Llama de la Guzpeña · Valle de las Casas · Sorriba · Cistierna · La Ercina · Boñar · La Vecilla · Matallana · San Feliz · Asunción/Universidad · Ventas/San Mamés | León-Matallana |